# سینتیا ۱۵۹۹۲
سیارک ۱۵۹۹۲ (به انگلیسی: 15992 Cynthia، نامگذاری:1998YL4) پانزده هزار و نهصد و نود و دومین سیارک کشف شده‌است که در ۱۸ دسامبر ۱۹۹۸ کشف شد.
قدر مطلق سیارک برابر ۱۴٫۵۰ است.